# INKIJK (tijdschrift)
INKIJK was een Amsterdams digitaal en in 2015 en 2016 op papier verschijnend jongerenblad dat werd gemaakt door middelbare scholieren.

## Geschiedenis
Inkijk verscheen in 2015 en 2016 op circa 11.000 exemplaren en werd beschouwd als een pionier in het realiseren van een jongerenblad, voor en louter door jongeren. Leerlingen van een tiental Amsterdamse middelbare scholen verleenden er hun medewerking aan. Veel van de auteurs waren redacteurs van schoolkranten. Het Parool, AT5 en Trouw berichtten over de uitgave.
Het verder publiceren op papier bleek in 2017 financieel onhaalbaar en werd als doelstelling geschrapt.
De actieve groep redacteurs bleef zoeken naar een nieuwe formule van publiceren.
Het blad en de website werden opgericht om jonge schrijvers de mogelijkheid te geven zich te kunnen uitdrukken en hun talent te kunnen laten zien. Het was een initiatief van twee zeventienjarige scholieren uit Amsterdam, Anouk Gielen (Cygnus Gymnasium) en Tahrim Ramdjan (Sint Ignatiusgymnasium).
In 2016 werden de twee initiatiefnemers genomineerd voor de award Jonge 100 in de categorie creators. Deze prijzen werden georganiseerd door Ondertussen.nl, een digitale krant voor jongeren.
In 2017 gaven ze de fakkel door aan Temi Areago en Lotus Friede.

## Voetnoten
1. ↑  Op de website van het blad staat vermeld: INKIJK is een online magazine, opgericht voor en door jong Amsterdam. Met INKIJK willen we overeenkomsten laten zien in plaats van verschillen, omdat juist door samen te werken de prachtigste dingen kunnen ontstaan. Daarnaast willen we jonge, getalenteerde schrijvers een podium geven.
2. ↑  Op hieronder vermeld artikel in Mediaredactie: Inmiddels heeft het blad een oplage van 11.000 exemplaren en wordt het op 25 scholen verspreid.
3. ↑  Inkijk We zijn vol goede moed aan de slag gegaan met INKIJK III[dode link] 11 juli 2017
4. ↑  MEDIAREDACTIE, Het ijverige werk van Anouk en Tahrim werd deze maand beloond met een nominatie voor de Jonge 100, in de categorie Creators. Niek de Bruijn, 21 september, 2016
5. ↑  Ondertussen.nl De Creators van de Jonge 100 hoeven nooit op vakantie Tijmen van Velsen. Gearchiveerd op 12 oktober 2018.